# Les Laubies
Les Laubies ist eine französische Gemeinde mit 151 Einwohnern (Stand: 1. Januar 2022) im Département Lozère in der Region Okzitanien. Sie gehört zum Arrondissement Mende und zum Kanton Saint-Alban-sur-Limagnole. 

## Lage
Das Gemeindegebiet wird im Süden vom Fluss Truyère durchquert, der Norden wird von seinem Zufluss Mézère tangiert. 
Les Laubies grenzt im Nordwesten an Fontans, im Norden an Saint-Denis-en-Margeride, im Osten und im Süden an Monts-de-Randon, im Südwesten an Saint-Gal und im Westen an Serverette.

## Bevölkerungsentwicklung
| Jahr      | 1962 | 1968 | 1975 | 1982 | 1990 | 1999 | 2008 | 2018 |
| --------- | ---- | ---- | ---- | ---- | ---- | ---- | ---- | ---- |
| Einwohner | 402  | 305  | 258  | 221  | 161  | 147  | 168  | 153  |

## Sehenswürdigkeiten
- Farm von La Chaze mit Teilen aus dem 16. Jahrhundert, seit 1978 Monument historique[1]

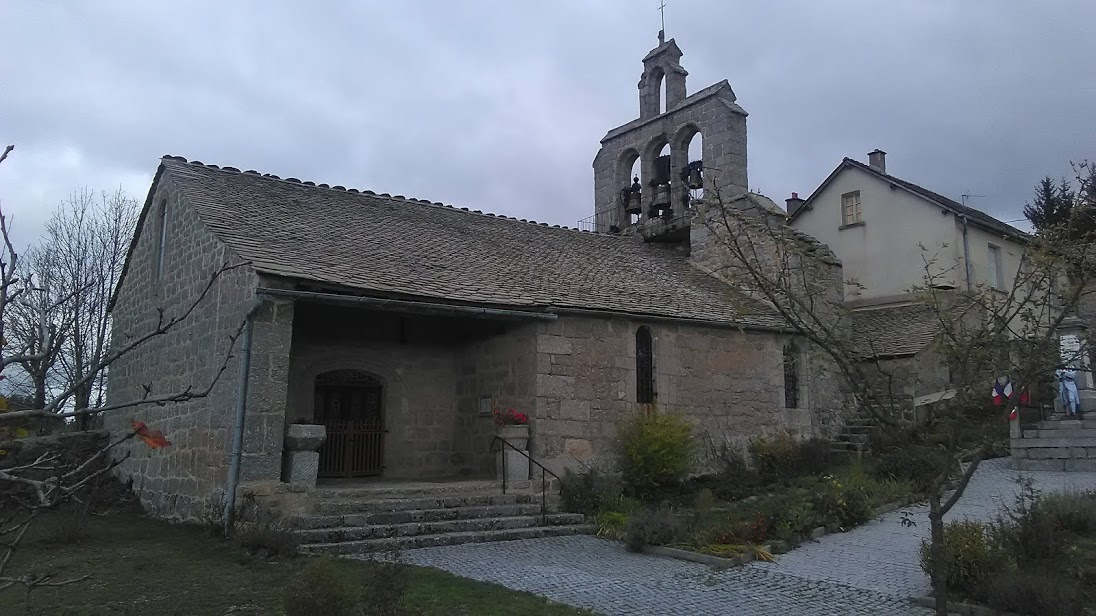
Kirche Saint-Privat

- Kirche Saint-Privat

## Persönlichkeiten
- Eugène Tamburlini (1930–1959), Radrennfahrer